# Jean-Claude Borelly

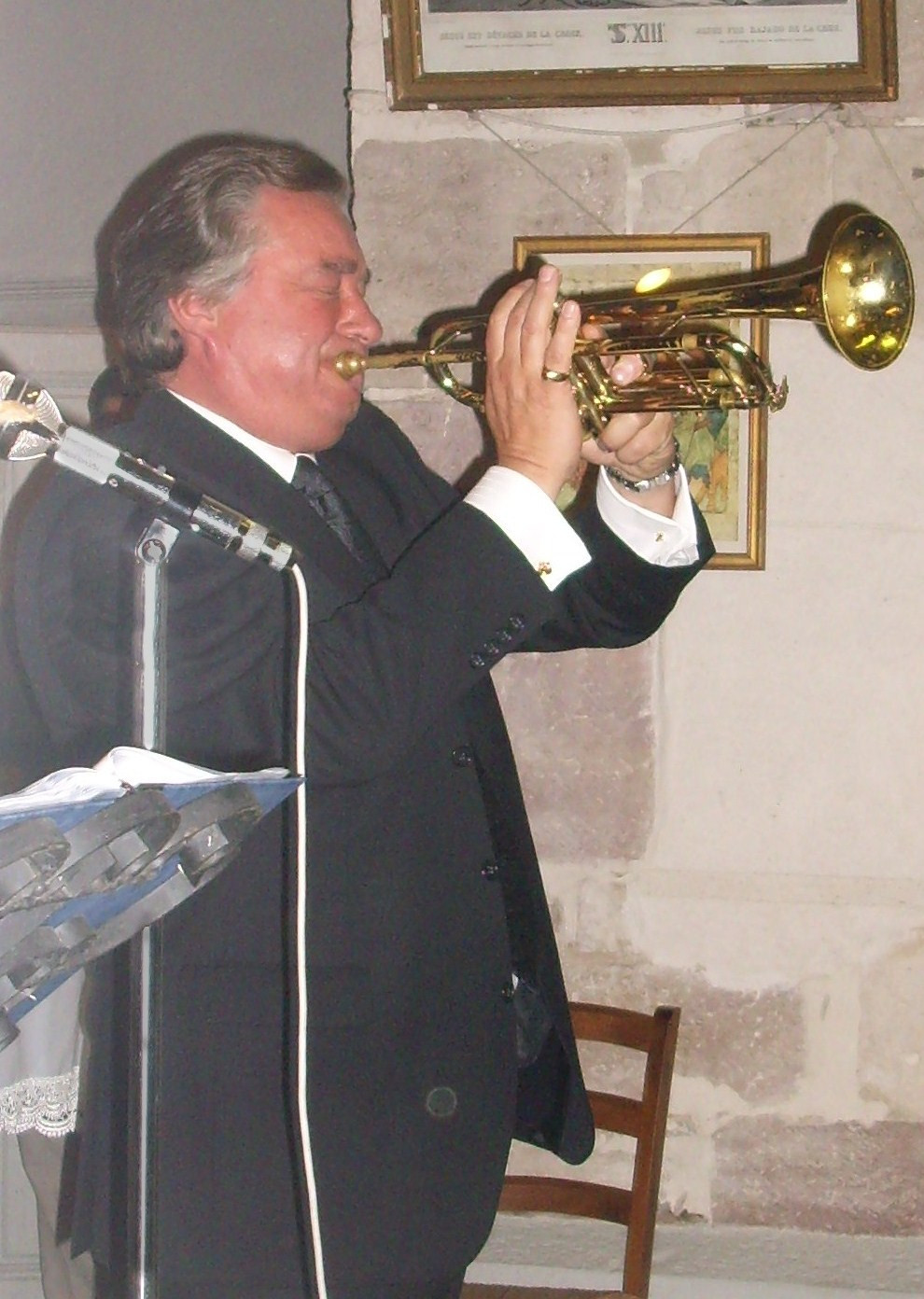
Jean-Claude Borelly (2008)

Jean-Claude Borelly (* 2. Juli 1953) ist ein französischer Trompeter. Sein bekanntestes Lied ist die Dolannes Melodie. Erfolgreich war seine Musik vor allem in Europa, Südamerika und Japan.

## Karriere
Im Alter von sieben Jahren entdeckte Jean-Claude Borelly seine Leidenschaft für die Trompete, als er Louis Armstrong im Fernsehen sah. Später machte Borelly eine Ausbildung bei einem Trompeter, der bei der Pariser Oper angestellt war. 1972 wurde er professioneller Musiker und trat in zahlreichen Pariser Kabaretts auf.
Der Durchbruch gelang Borelly 1975 mit der Single Dolannes Melodie. Sie erreichte Platz 1 der Single-Charts von Deutschland, Österreich und der Schweiz. In Deutschland stand sie vier Wochen auf Platz 1, in Österreich ebenfalls vier Wochen und in der Schweiz 14 Wochen. Später konnte er aber an den großen kommerziellen Erfolg dieser Single, zumindest im deutschsprachigen Raum, nicht mehr anknüpfen. Die Dolannes Melodie wurde von Paul de Senneville und Olivier Toussaint komponiert und war der Soundtrack für den Film Un linceul n’a pas de poche (deutscher Titel: Ein Leichentuch hat keine Taschen). Das Lied wurde in der Sparte „Beste Filmmusik“ für einen César nominiert.
Im Jahr 1976 wurde Concerto de la Mer, der Nachfolger der Dolannes Melodie, ein weiterer Hit in Frankreich. Von 1977 bis 1984 machte er Tourneen in mehreren Ländern (Deutschland, Südamerika, Mexiko und Japan). Von 1985 bis 1986 trat er jede Woche mit seinem Orchester, welches ihn auch schon auf seinen Tourneen begleitete, in der Sendung Cadence 3 im französischen Fernsehsender France 3 auf. Mit einer ungewöhnlichen Show namens Trompette de feu (dt.: ‚Trompete des Feuers‘) zog Borelly mit seinem Orchester durch 60 französische Städte. In dieser Show verband er sein Trompetenspiel mit Feuerwerk und Lasershows. Der New Yorker Geschäftsmann Warner LeRoy bot Borelly einen Auftritt in seinem Restaurant „Tavern on the Green“ an, das sich im Central Park befindet, und er bot ihm auch weitere Auftritte in vielen US-amerikanischen Städten an (zum Beispiel Miami, Boston, San Diego und Dallas). Jean-Claude Borelly willigte ein. Sein Erfolg in den USA stieg: von 1995 bis 2000 trat er in Las Vegas auf. Trotzdem konnte er nie ein Album oder eine Single in den US-amerikanischen Billboard Charts platzieren. Im Jahr 2001 spielte er die Filmmusik für die französischen Komödie La Grosse émission. 2002 spielte er wieder für eine französische Komödie die Filmmusik Comédie the Story. Im nächsten Jahr machte er zusammen mit Michaël Youn den Soundtrack für La Beuze (ebenfalls eine französische Komödie). Ab Juni 2006 ging er wieder auf Tournee. Das Besondere an dieser Tournee war, dass er in Kirchen und Kathedralen Frankreichs auftrat, zum Beispiel Amiens, Lourdes und Peronne. Bei den Konzerten sangen verschiedene Sänger und Sängerinnen, und Borelly begleitete sie mit seiner Trompete. Sie sangen Gospels, Werke der klassischen Musik und Filmmusik.

## Diskografie

### Studioalben
| Jahr | Titel            | Höchstplatzierung, Gesamtwochen, AuszeichnungChartplatzierungen (Jahr, Titel, Platzierungen, Wochen, Auszeichnungen, Anmerkungen) | Höchstplatzierung, Gesamtwochen, AuszeichnungChartplatzierungen (Jahr, Titel, Platzierungen, Wochen, Auszeichnungen, Anmerkungen) | Höchstplatzierung, Gesamtwochen, AuszeichnungChartplatzierungen (Jahr, Titel, Platzierungen, Wochen, Auszeichnungen, Anmerkungen) | Anmerkungen                                                              |
| Jahr | Titel            | DE | AT | CH | Anmerkungen                                                              |
| ---- | ---------------- | --- | --- | --- | ------------------------------------------------------------------------ |
| 1976 | Dolannes Melodie | DE8 Gold · (5 Wo.)DE | AT7 (8 Wo.)AT | — | Erstveröffentlichung: Januar 1976 mit Stoppy Markus; Verkäufe: + 250.000 |
| 1979 | Midnight Melody  | DE5 (13 Wo.)DE | — | — | Erstveröffentlichung: Oktober 1979                                       |

grau schraffiert: keine Chartdaten aus diesem Jahr verfügbar
Weitere Alben
- 1980: Profile
- 1981: Richard Clayderman/Jean-Claude Borelly (mit Richard Clayderman)
- 1982: Solo for Trumpet
- 1986: Terre del soleil
- 1991: Le Succes Du Top
- 1995: Collection: Jean Claude Borelly
- 1997: For Happy Hours Lovers, Vol. 4
- 2003: Merveilles Monde de Trompette
- 2003: La Mélodie du Lac d'Amour
- 2005: Las Vegas... A Paris

### Singles
| Jahr | Titel Album      | Höchstplatzierung, Gesamtwochen, AuszeichnungChartplatzierungen (Jahr, Titel, Album, Platzierungen, Wochen, Auszeichnungen, Anmerkungen) | Höchstplatzierung, Gesamtwochen, AuszeichnungChartplatzierungen (Jahr, Titel, Album, Platzierungen, Wochen, Auszeichnungen, Anmerkungen) | Höchstplatzierung, Gesamtwochen, AuszeichnungChartplatzierungen (Jahr, Titel, Album, Platzierungen, Wochen, Auszeichnungen, Anmerkungen) | Anmerkungen                                              |
| Jahr | Titel Album      | DE | AT | CH | Anmerkungen                                              |
| ---- | ---------------- | --- | --- | --- | -------------------------------------------------------- |
| 1975 | Dolannes Melodie | DE1 Gold · (31 Wo.)DE | AT1 (36 Wo.)AT | CH1 (25 Wo.)CH | Erstveröffentlichung: September 1975 Verkäufe: + 500.000 |

Weitere Singles
- 1976: Concerto de la Mer
- 1976: Serenade
- 1977: Eine kleine Nachtmusik
- 1979: Above The Clouds

## Auszeichnungen für Musikverkäufe
| Goldene Schallplatte - Kanada - 1979: für die Single Dolannes Melodie |

Anmerkung: Auszeichnungen in Ländern aus den Charttabellen bzw. Chartboxen sind in ebendiesen zu finden.
| Land/RegionAuszeichnungen für Musikverkäufe (Land/Region, Auszeichnungen, Verkäufe, Quellen) | Gold     | Platin | Verkäufe | Quellen           |
| -------------------------------------------------------------------------------------------- | -------- | ------ | -------- | ----------------- |
| Deutschland (BVMI)                                                                           | 2× Gold2 | —      | 750.000  | musikindustrie.de |
| Kanada (MC)                                                                                  | Gold1    | —      | 75.000   | musiccanada.com   |
| Insgesamt                                                                                    | 3× Gold3 | —      |          |                   |